# Адијадохокинезија
Адијадохокинезија или дисдијадохокинезија се односи на немогућност брзог извођења низа покрета, као што су узастопна пронација и супинација. Наизменични узастопни покрети су обично спори и неправилни. Адијадохокинеза је често повезана са дисритмокинезијом (поремећен ритам покрета).

## Етиологија
Адијадохокинезија је карактеристичан симптом оштећења малог мозга, али се може појавити и код Фридрајхове атаксије, медулобластома и мултипле склерозе . Често се појављује повезано са потешкоћама у артикулацији неких слогова ( дизартрија ). 
Верује се да је адијадохокинезија узрокована потешкоћама у активацији и деактивацији мишићних група на координисан начин због смањеног тонуса мишића (хипотоније) који је резултат оштећења малог мозга или церебеларних путева. Потешкоће у одржавању или довршавању покрета указују на адијадохокинезија. Ноге имају тенденцију да раде лошије од руку.  
Адијадохокинезија може биити узроковано хроничним тровањем металним испарењима која у свом саставу садрже манган, као што се то често примећује код заваривача.

## Дијагноза
Како је адијадохокинезија или дисдиадохокинезија немогућност брзог наизменичног покрета мишића, брзина наизменичних покрета може се забележити неуролошким прегледом. Ова мера се зове алтернативна брзина кретања (АМР). Мере аддијадохокинетичке брзине мишића оралног механизма током говорних и неговорних активности дуго се користи као задатак за процену од стране клиничког логопеда и језичког патолога. Ове стопе се, међутим, користе као мере интегритета оралних мишића у говорној патологији и нису посебно повезане са функцијом малог мозга.
Неуролог закође може тестирањем наизменичних покрете у многим мишићним групама код особа за које се сумња на церебеларне поремећаје да утврди присутво адијадохокинезиј. Узастопна пронација или супинација шака, брзо лупкање прстима или брзо отварање и затварање шака су адијадохокинетички дијагностички тестови. Током тестирања адијадохокинезиј или наизменичне брзине кретања, може се уочити неспретност или неспретност наизменичних покрета.